# 花村克悟
花村 克悟（はなむら かつのり、1959年〈昭和34年〉1月 - ）は、日本の研究者・教育者。専門は熱工学。学位は、工学博士（東京工業大学）。熱光起電力発電やバイオマス発電の開発、化石燃料の改質など、二酸化炭素排出量削減を目指した幅広い研究を行う。東京工業大学工学院機械系教授。日本機械学会熱工学部門長・日本伝熱学会会長を歴任。東京工業大学とタイ科学技術振興機構らによる国際大学院「TAIST-Tokyo Tech」では東京工業大学側の運営委員長も務めた。

## 略歴
- 1982年3月 - 富山大学工学部機械工学科卒業[13]。
- 1984年3月 - 東京工業大学大学院工学研究科機械工学専攻修士課程修了[17]。
- 1984年4月 - 東京工業大学工学部助手[17]。
- 1989年12月 - 論文博士として東京工業大学より工学博士の学位を取得[11]。
- 1991年 - 岐阜大学工学部助教授[17]。
- 2003年 - 東京工業大学炭素循環エネルギー研究センター教授[10][17]
- 2010年 - 東京工業大学大学院理工学研究科機械制御システム専攻[18]教授[10][注 1]。
  - 東京工業大学グローバルCOEプログラム「エネルギー学理の多元的学術融合」事業推進担当[21]
- 2016年 - 東京工業大学工学院機械系教授[10]（教育改革による組織再編[22]）

## 主な受賞歴
- 日本機械学会
  - 日本機械学会賞 - 2013年度 論文「ふく射機能性表面の放射シミュレーション」[8][注 2]
  - 熱工学部門 部門表彰 - 2012年度 業績賞、2019年度 研究功績賞[9]
  - 熱工学部門 部門一般表彰 - 2001年度 貢献表彰、2002年度 貢献表彰、2006年度 貢献表彰[9]

- 日本伝熱学会 - 1991年度学術賞[23]
- 自動車技術会 - 2004年春季大会優秀講演発表賞[注 3]

## 社会的活動
- 日本機械学会 - フェロー[注 4]、JSMEテキストシリーズ委員[26]、第90・91期編修理事[27]
  - 熱工学部門 - 第94期部門長（2016年 - 2017年）[14]

- 日本伝熱学会 - 第59期会長（2020年 - 2021年）[15]

## 主な著作

### 学位論文
- 花村克悟『多孔性固体内部における火炎の構造とふく射伝熱促進に関する基礎的研究』東京工業大学〈博士論文（乙第1990号）〉、1989年12月31日。

### 著書
（分担執筆）
- 『伝熱工学』 日本機械学会 編、丸善〈JSMEテキストシリーズ〉、2005年4月、ISBN 978-4888981200。
- 『演習 伝熱工学』 日本機械学会 編、丸善〈JSMEテキストシリーズ〉、2008年4月、ISBN 978-4888981705。
- 『マイクロ・ナノ熱工学の進展』マイクロ・ナノ熱工学の進展編集委員会 編（編集代表 丸山茂夫）、エヌ・ティー・エス、2021年、ISBN 9784860437220。

### 解説記事
- 「大規模環境と燃焼技術」『日本機械学会誌』第95巻第884号、1992年、598-601頁。- 越後克三との共著
- 「エネルギー変換に関わる熱物性・界面物性」『計測と制御』第54巻第5号、2015年、327-332頁。- 河野正道、塩見淳一郎、宮崎康次との共著
- 「東京工業大学とタイ王国との交流について」『日本機械学会誌』第120巻第1187号、2017年、22-23頁。

## 業績

### 競争的資金
（科学研究費補助金・研究代表者）
- 1986年度 - 奨励研究A「強ふく射場における反応帯の構造に関する研究」東京工業大学。
- 1987年度 - 奨励研究A「多孔性固体内における燃焼及びふく射伝熱による高温発生機構に関する研究」東京工業大学。
- 1988年度 - 奨励研究A「多孔性固体のふく射伝熱による火炎構造の制御に関する研究」東京工業大学。
- 1989年度 - 奨励研究A「多孔性固体のふく射伝熱による予混合火炎の熱的構造の制御に関する研究」東京工業大学。
- 1991年度 - 奨励研究A「多孔性固体内部における超断熱燃焼に関する研究」東京工業大学。
- 1994年度 - 奨励研究A「多孔質体内の超過濃可燃限界火炎によるメタンの直接改質」岐阜大学。
- 1995年度 - 奨励研究A「TiAl_3超格子化合物の制御燃焼合成」岐阜大学。
- 1995年度 - 重点領域研究「高分子ポリマー微粒子の超高速溶融・凝固プロセスの解明」岐阜大学。
- 1996-1997年度 - 基盤研究C「高分子のピコ秒レーザー加熱過程に関する量子論的研究」岐阜大学。
- 1999-2000年度 - 基盤研究C「多孔質体内部の超断熱燃焼によるメタンの直接改質」岐阜大学。
- 2001-2002年度 - 基盤研究C「石英多孔質体内の超断熱燃焼による選択波長光発電の研究」岐阜大学。
- 2003-2004年度 - 基盤研究C「近接場光による高密度ナノサイズ光起電力発電素子に関する研究」東京工業大学。
- 2005-2006年度 - 基盤研究B「ナノギャプにおける近接場光の波長選択性と光起電力発電への展開」東京工業大学。
- 2007-2008年度 - 基盤研究B「マイクロキャビティ選択波長擬似近接場光効果の発現と高密度光起電力発電の開発」東京工業大学。
- 2009-2011年度 - 基盤研究B「エバネッセント波誘導擬似プラズモンによる高密度近赤外光起電力発電」東京工業大学。
- 2012-2014年度 - 基盤研究A「微細構造表面プラズモン共鳴による近接場光の波長制御とエネルギー変換」東京工業大学。
- 2016-2017年度 - 挑戦的萌芽「固体酸化物燃料電池の限界電流密度に向けた原子ラべリング計測」
- 2017-2019年度 - 基盤研究B「周期的微細構造表面間の波長選択表面プラズモン輸送による高密度エネルギー変換」
- 2020-2024年度 - 基盤研究B「表面プラズモンのファブリペロー干渉による波長選択とその近接場光発電への展開」

### 取得特許
- 特許第4745530号「熱光発電を用いた発電装置と発電システム」（特許権者 - 東京瓦斯株式会社）
- 特許第5127126号「燃料電池用の電極およびこれを用いた固体電解質型燃料電池」（特許権者 - 三菱化学株式会社、東京工業大学）
- 特許第5920046号「排気浄化触媒、排気浄化触媒の製造方法及び内燃機関の排気浄化装置」（特許権者 - 住友大阪セメント株式会社）
- 特許第6350076号「窒素酸化物浄化触媒及び内燃機関の排ガス浄化装置並びに排ガス浄化フィルタ」（特許権者 - 住友大阪セメント株式会社）